# Marianne Camasse, Gräfin von Forbach

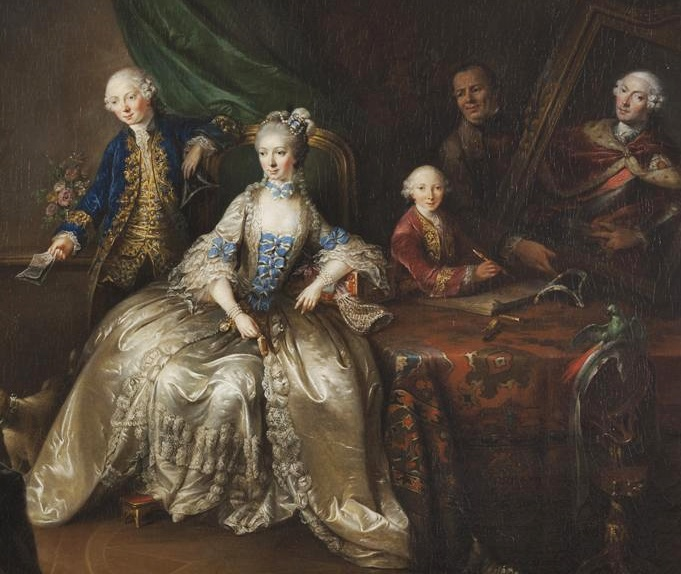
Maria Anna Gräfin von Forbach (1734–1807) mit ihren beiden Söhnen Christian von Zweybrücken (links) und Wilhelm von Zweybrücken (rechts). Ganz rechts auf dem Bild im Rahmen der Kindsvater, Herzog Christian IV. von Pfalz-Zweibrücken, Gemälde von Johann Christian von Mannlich, 1763/1764 (Ausschnitt)

Maria Johanna Francisca (genannt Marianne) Camasse, Gräfin von Forbach (* 2. September 1734 in Straßburg; † 1. Dezember 1807 in Paris) war eine französische Tänzerin. Als morganatische Gattin Herzog Christians IV. von Pfalz-Zweibrücken ließ dieser sie 1757 zur Gräfin von Forbach erheben. Sie ist die Stammmutter der Freiherren von Zweybrücken.

## Leben
Die Eltern der Camasse waren Jean Baptiste Camasse, Schauspieler am Theater in Straßburg, und Eleonore Roux. Die Eltern hielten sich in den 1730er Jahren in Straßburg auf, wo mehrere Kinder zur Welt kamen, und fanden dann Aufnahme in der Schauspielertruppe des Herzogs von Lothringen und Bar Stanislaus I. Leszczyński an dessen Hof in Lunéville, wo 1741 ein weiterer Sohn zur Welt kam. Die Beziehungen zwischen den Höfen in Lunéville und Versailles waren in dieser Zeit sehr eng, da Maria Leszczyńska, die Tochter des Herzogs, seit 1725 als Gemahlin Ludwigs XV. Königin von Frankreich war.
Die Schauspieler pendelten zwischen den beiden Höfen, darunter auch die Camasse. Marianne soll 1745 als Elfjährige an der Komischen Oper in Paris getanzt haben. Der Vater Camasse verstarb – wie es heißt – bei einem Brand in Paris. Im Frühjahr 1748 erfolgte die Übersiedlung der Mutter und Kinder Camasse an den kurfürstlichen Hof in Mannheim. Die Mutter starb im April 1750 in Mannheim. Die Kinder werden dort in einem undatierten Verzeichnis des Personals der französischen Schauspieltruppe des Kurfürsten Karl Theodor als Statisten geführt. Marianne wurde zur Tänzerin ausgebildet.

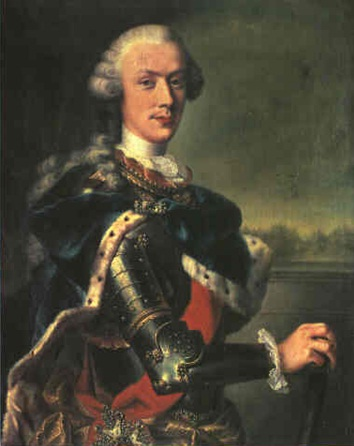
Herzog Christian IV. von Pfalz-Zweibrücken, Gemälde von Georg Ziesenis

Am Mannheimer Hof verliebte sich Herzog Christian IV. von Pfalz-Zweibrücken, ein Agnat und Präsumptiv-Erbe des Kurfürsten, in die junge Tänzerin. Die ersten Billets schickte Marianne noch entrüstet zurück. Christian beteuerte seine Liebe und Marianne gewann Vertrauen. Das Paar traf sich im Hause von Mariannes Schwester. Die Sechzehnjährige folgte dem verliebten Fürsten wohl zu Beginn des Jahres 1751 an dessen Hof nach Zweibrücken. In der Literatur wird von einer heimlichen Trauung des Herzogs mit der Tänzerin im Jahre 1751 berichtet, die allerdings in der neueren Forschung verworfen wird. Christian IV. trat im März 1755 in Versailles heimlich von der lutherischen zur katholischen Religion über. Beurkundet ist eine Eheschließung des Fürsten mit der Tänzerin am 3. September 1757 an einem nicht genannten Ort durch den katholischen Pfarrer Foliot von Zweibrücken mit Legitimation der bis dahin erzeugten drei Kinder. Zu Lebzeiten des Fürsten galt die Camasse als Mätresse, ihre Söhne als natürlich und die Trauung von 1757 wurde geheim gehalten und erst nach dem Tod des Fürsten öffentlich bekannt.
1759/1760 ließ der Fürst in der Zweibrücker Vorstadt ein Palais für Marianne errichten, das sich im Stil an den Typ des Pariser Stadtpalais von Adelsfamilien anlehnte. Die Pläne stammten von dem Pariser Architekten Pierre Patte, die Bauleitung hatte der Architekt Christian Ludwig Hautt. Es brannte im August 1793 aus, die Reste wurden später abgetragen.

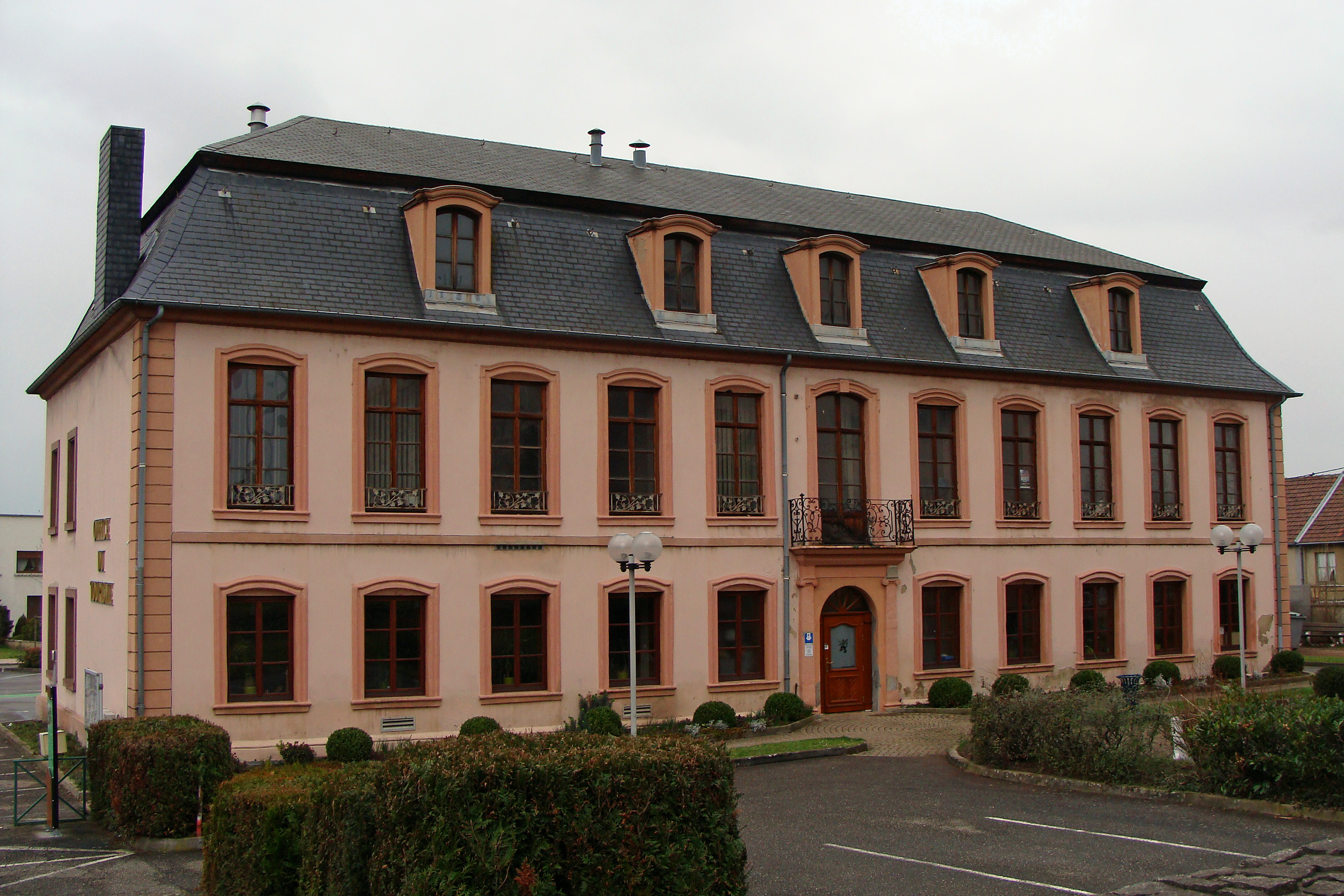
Das Château Barrabino in Forbach, Witwensitz der Gräfin von Forbach

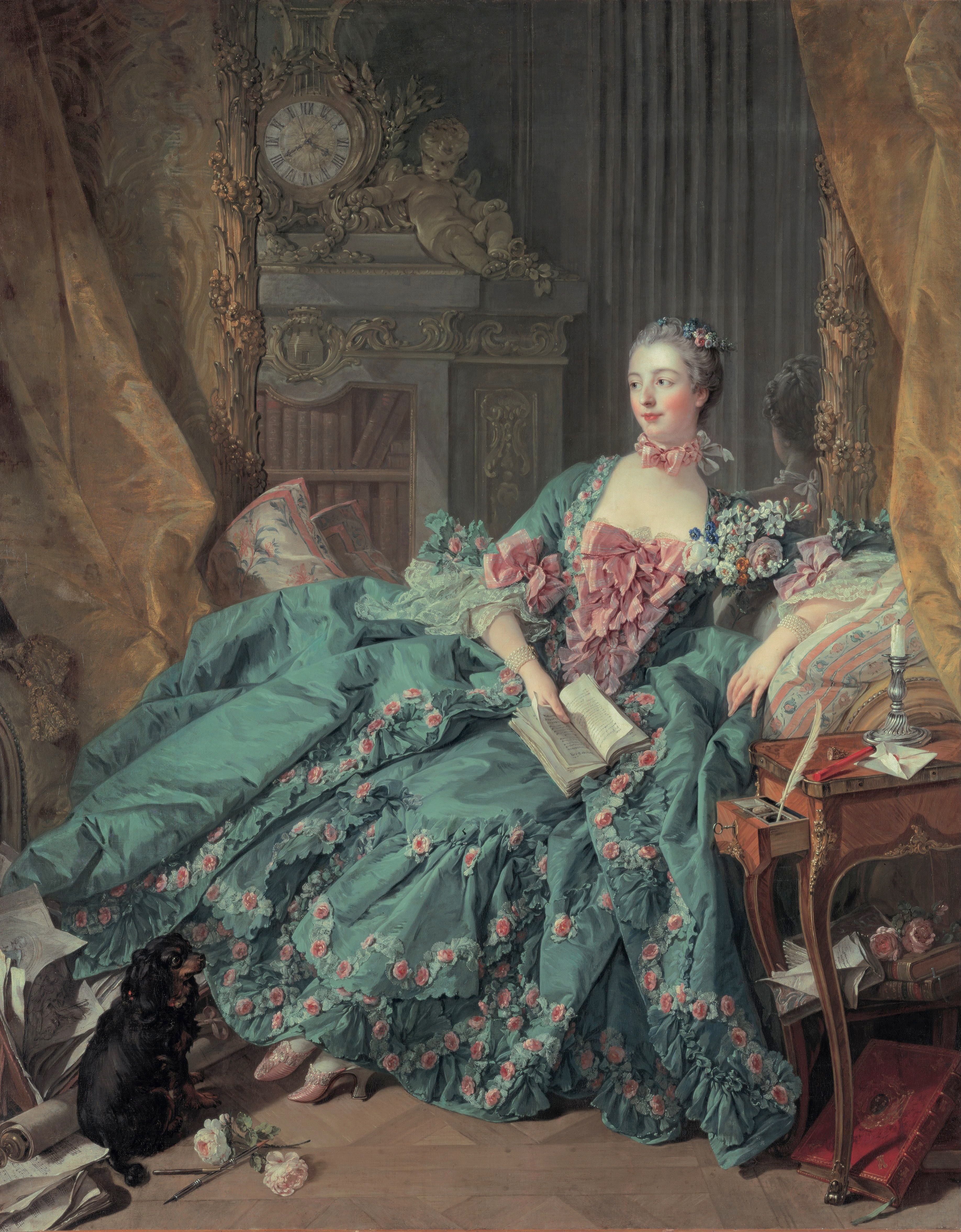
Gemälde der Madame de Pompadour von Boucher, Vorbild für die Darstellung der Gräfin von Forbach durch Mannlich

Nach der teilweisen Belehnung mit der Herrschaft Forbach 1756 kaufte der Fürst das 1716 von dem schwedischen Architekten Jonas Erikson Sundahl erbaute von Stralenheimsche Schloss in Forbach (das heutige Château Barrabino) und ließ es durch Hautt für Marianne umbauen. Der Fürst ließ Marianne 1757 durch König Ludwig XV. von Frankreich oder durch dessen Schwiegervater Stanislaus I. Leszczyński, den Herzog von Lothringen und Bar, zur Gräfin von Forbach erheben.
Die Gräfin von Forbach wird als geistvoll und charmant beschrieben. An ihrem Hof in Forbach verkehrte der Maler Johann Christian von Mannlich, der in seinen Lebenserinnerungen über das Hofleben an ihrem Hof berichtet. Hinsichtlich des von Mannlich in den Jahren 1763/1764 angefertigten Ölgemäldes der Gräfin mit ihren Söhnen Christian und Wilhelm (aktuell im Privatbesitz) äußerte sich Mannlich:

„Nach seiner Rückkehr in die Stadt gab er (Christian IV.) mir den Auftrag, ein Familienbildnis zu malen. Es sollte die Gräfin Forbach mit den jungen Grafen darstellen, dem alten Baron Stein und dem Schlossverwalter der Gräfin, Henri, wie er gerade das Bildnis des Herzogs an die Wand hängt. Mein Entwurf fand den Beifall des hohen Herrn. Da er wünschte, mich daran arbeiten zu sehen, befahl er mir, nach Petersheim zu kommen, wo der Hof gewöhnlich während des Monats Oktober verweilte (…)  Auch an dem Familienbild arbeitete ich weiter und brachte es bald seiner Vollendung entgegen. Kurz nach der Jahreswende 1763 erhielt Herzog Christian mehrere Bilder aus Paris, unter denen sich auch das Porträt der Mme. de Pompadour von Boucher befand. An diesem Bild gefiel ihm einzig die Haltung der Marquise, und so schrieb er mir im Januar 1764, daß er sich sehr freuen würde, wenn es noch Zeit wäre, die Stellung der Gräfin Forbach danach abzuändern; für diesen Fall wollte er mir das Bild von Boucher zusenden. In meiner Antwort erwiderte ich, dass bis jetzt erst die Kleidung skizziert sei, und ich wohl nach der Auffassung Bouchers einige Änderungen treffen könnte, wenn er mir das Bild gütigst zur Verfügung stellen möchte. Es gelangte auch schon gleich mit der nächsten Post in meine  Hände und hatte verschiedentliche Abänderungen an meinem Entwurfe zur Folge, noch weit mehr Besuche aber, die ich zu machen und zu empfangen hatte. Denn alle Welt war neugierig, das Bildnis dieser berühmten Frau zu schauen, und ich musste es auch dem Kurfürsten und der Kurfürstin in das Schloß zur Besichtigung bringen. Im darauffolgenden März, als der Herzog wieder in Mannheim antraf, war das Gruppenbild vollendet, über welches er sich sehr befriedigt äußerte.“

Nach dem Tod ihres Mannes im Jahr 1775 hielt sich die Gräfin abwechselnd in Paris und in Forbach auf. Als Folge der Französischen Revolution musste sie 1793 das Land verlassen und ihre Güter wurden zu Nationaleigentum erklärt.
Später soll die Gräfin von Forbach am Hof der Kaiserin Josephine verkehrt haben, die über Auguste von Bayern, die Ehefrau von Eugène de Beauharnais, mit ihr entfernt verschwägert war und ihren Charme und ihre Erzählungen aus vergangenen Zeiten geschätzt haben soll.
Diderot, mit dessen Familie die Gräfin engen Verkehr unterhielt, widmete ihr 1772 seine Lettre à la comtesse de Forbach sur l’éducation des enfants. Appert, ihr Leibkoch von 1772 bis 1784, erfand später die Lebensmittelkonserve.
Die Geschwister der Gräfin profitierten ebenfalls von der Allianz ihrer Schwester mit dem Fürsten: Eine ältere Schwester Lolotte war als Tänzerin bekannt. Petto sieht die Möglichkeit, dass sie mit der Ehefrau des Jacques Charles Ribon, des Verwalters der Grafschaft Forbach, identisch ist. Ein älterer Bruder Jean Baptiste Camasse nahm den Namen de Fontevieux an und erhielt vom Herzog den Titel eines Kommerzienrats, eine Leibrente und Wohnrecht im Schloss in Bischweiler. Ein jüngerer Bruder Pierre Camasse, ein Jugendfreund des Malers Johann Christian Mannlich, nahm den Namen de Fontenet an, erhielt den Titel eines Geheimrats und verbrachte sein Leben an den Höfen als Liebhaber der Damenwelt.

## Nachkommen
Aus der morganatischen Ehe mit Herzog Christian IV. von Pfalz-Zweibrücken entstammen folgende Kinder (von Forbach, später Freiherren bzw. Freiinnen von Zweybrücken). Die Geburtsdaten der Kinder werden unterschiedlich angegeben, hier zitiert nach Petto, der dem Zweibrücker Historiker Georg Christian Crollius folgt.
- Christian von Forbach (* 20. November 1752; † 25. Oktober 1817), ⚭ 1783 Adelaide-Francoise de Béthune-Pologne (1761–1823)
- Wilhelm von Forbach (* 18. Juni 1754 als Philipp, am 24. Juni 1770 notariell in Wilhelm umbenannt; † 21. Juli 1807), ⚭ 1780 Adelaide de Polastron (1760–1795)
- Maria Anna Caroline von Forbach (* 18. Juni 1755; † (4/5). August 1806), ⚭ 1771 César-François de Lansalut, Marquis du Plessis
- Karl Ludwig von Forbach (1759–1763)
- Elisabeth Auguste Friederike von Forbach (* 6. Februar 1766; † 14. April 1836), ⚭ 1786 François-Esprit, Marquis du Chatellier-Dumesnil du Pully († 1790)
- Julius August Maximilian von Forbach (1771–1773)

## Belege
1. ↑  Walter Petto: Die Herkunft von Marianne Camasse, Gräfin von Forbach, und ihrer Geschwister. In: Saarländische Familienkunde. Band 9, Saarbrücken 2002, S. 64f.
2. ↑  Walter Petto: Die Herkunft von Marianne Camasse, Gräfin von Forbach, und ihrer Geschwister. In: Saarländische Familienkunde. Band 9, Saarbrücken 2002, S. 68f.
3. ↑  Walter Petto: Die Herkunft von Marianne Camasse, Gräfin von Forbach, und ihrer Geschwister. In: Saarländische Familienkunde. Band 9, Saarbrücken 2002, S. 72f.
4. ↑  Eugen Stollreither (Hrsg.): Ein deutscher Maler und Hofmann, Lebenserinnerungen des Joh. Christian v. Mannlich (1741–1822), Berlin 1910, S. 43–44.
5. ↑  Jean-Paul Barbier, Nicolas Appert, inventeur et humaniste. Royer, Paris 1994
6. ↑  Walter Petto: Die Herkunft von Marianne Camasse, Gräfin von Forbach, und ihrer Geschwister. In: Saarländische Familienkunde. Band 9, Saarbrücken 2002, S. 88f.
7. ↑  Walter Petto: Die Herkunft von Marianne Camasse, Gräfin von Forbach, und ihrer Geschwister. In: Saarländische Familienkunde. Band 9, Saarbrücken 2002, S. 69
8. ↑  Georg Christian Crollius: Denkmahl Carl August Friderichs des Einzigen. Zweibrücken 1785, Zusatz zu S. 188, Online

| Personendaten    | Personendaten                                         |
| ---------------- | ----------------------------------------------------- |
| NAME             | Camasse, Marianne, Gräfin von Forbach                 |
| ALTERNATIVNAMEN  | Camasse, Maria Johanna Francisca; Forbach, Gräfin von |
| KURZBESCHREIBUNG | französische Tänzerin, Gräfin von Forbach             |
| GEBURTSDATUM     | 2. September 1734                                     |
| GEBURTSORT       | Straßburg                                             |
| STERBEDATUM      | 1. Dezember 1807                                      |
| STERBEORT        | Paris                                                 |